# Kochelseebahn
| |                                    |                                          |                                  |
| Streckennummer (DB): | 5453                               |                                          |                                  |
| Kursbuchstrecke (DB): | 961                                |                                          |                                  |
| Kursbuchstrecke: | 401b (1946)                        |                                          |                                  |
| Streckenlänge: | 35,468 km                          |                                          |                                  |
| Spurweite: | 1435 mm (Normalspur)               |                                          |                                  |
| Streckenklasse: | Tutzing–Bichl: CE Bichl–Kochel: B2 |                                          |                                  |
| Stromsystem: | 15 kV 16,7 Hz ~                    |                                          |                                  |
| Minimaler Radius: | 440 m                              |                                          |                                  |
| Streckengeschwindigkeit: | 100 km/h                           |                                          |                                  |
| |                                    |                                          |                                  |
| \| \| \| von München Hbf \| \| \| \| 0,000 \| Tutzing \| 611 m \| \| \| 2,017 \| Tutzing-Unterzeismering (Abzw) \| Tutzing-Unterzeismering (Abzw) \| \| \| \| nach Garmisch-Partenkirchen \| \| \| \| 6,945 \| Bernried (ehem. Bf) \| 633 m \| \| \| 11,330 \| Seeshaupt \| 601 m \| \| \| \| \| \| \| \| 17,170 \| Iffeldorf (ehem. Bf, bis 2002: Staltach)[1] \| 599 m \| \| \| \| \| \| \| \| 20,740 \| Posten 10 (Abzw) \| Posten 10 (Abzw) \| \| \| \| \| \| \| \| \| Anschluss Bahnkraftwerk Penzberg \| \| \| \| 22,480 \| Penzberg Gbf (früher Penzberg) \| Penzberg Gbf (früher Penzberg) \| \| \| 22,346 \| Penzberg Pbf \| Penzberg Pbf \| \| \| 25,010 \| Schönmühl \| Schönmühl \| \| \| 25,484 \| Loisach (56 m) \| Loisach (56 m) \| \| \| \| von München Süd (bis 1959) \| \| \| \| 27,156 \| Bichl \| 615 m \| \| \| 28,855 \| Benediktbeuern (ehem. Bf) \| 618 m \| \| \| 30,544 \| Lainbach (20 m) \| Lainbach (20 m) \| \| \| 30,790 \| Ried (Oberbay) \| Ried (Oberbay) \| \| \| 33,100 \| Ort \| Ort \| \| \| 35,468 \| Kochel \| 606 m \| \| \| \| \| \| \| Quellen: [2][3][4][5][6] \| \| \| \| |                                    |                                          |                                  |
| Strecke |                                    | von München Hbf                          | von München Hbf                  |
| Bahnhof | 0,000                              | Tutzing                                  | 611 m                            |
| Blockstelle | 2,017                              | Tutzing-Unterzeismering (Abzw)           | Tutzing-Unterzeismering (Abzw)   |
| Abzweig geradeaus und nach rechts |                                    | nach Garmisch-Partenkirchen              | nach Garmisch-Partenkirchen      |
| Haltepunkt / Haltestelle | 6,945                              | Bernried (ehem. Bf)                      | 633 m                            |
| Bahnhof | 11,330                             | Seeshaupt                                | 601 m                            |
| |                                    |                                          |                                  |
| Haltepunkt / Haltestelle | 17,170                             | Iffeldorf (ehem. Bf, bis 2002: Staltach) | 599 m                            |
| |                                    |                                          |                                  |
| ehemalige Blockstelle | 20,740                             | Posten 10 (Abzw)                         | Posten 10 (Abzw)                 |
| Strecke von links · Abzweig ehemals geradeaus, nach rechts und ehemals von rechts |                                    |                                          |                                  |
| Strecke · Abzweig geradeaus und nach links (Strecke außer Betrieb) |                                    | Anschluss Bahnkraftwerk Penzberg         | Anschluss Bahnkraftwerk Penzberg |
| Strecke · Kopfbahnhof Streckenende (Strecke außer Betrieb) | 22,480                             | Penzberg Gbf (früher Penzberg)           | Penzberg Gbf (früher Penzberg)   |
| Bahnhof | 22,346                             | Penzberg Pbf                             | Penzberg Pbf                     |
| ehemaliger Haltepunkt / Haltestelle | 25,010                             | Schönmühl                                | Schönmühl                        |
| Brücke über Wasserlauf | 25,484                             | Loisach (56 m)                           | Loisach (56 m)                   |
| Abzweig geradeaus und ehemals von links |                                    | von München Süd (bis 1959)               | von München Süd (bis 1959)       |
| Bahnhof | 27,156                             | Bichl                                    | 615 m                            |
| Haltepunkt / Haltestelle | 28,855                             | Benediktbeuern (ehem. Bf)                | 618 m                            |
| Brücke über Wasserlauf | 30,544                             | Lainbach (20 m)                          | Lainbach (20 m)                  |
| ehemaliger Haltepunkt / Haltestelle | 30,790                             | Ried (Oberbay)                           | Ried (Oberbay)                   |
| ehemaliger Haltepunkt / Haltestelle | 33,100                             | Ort                                      | Ort                              |
| Kopfbahnhof Streckenende | 35,468                             | Kochel                                   | 606 m                            |
| |                                    |                                          |                                  |
| Quellen: |                                    |                                          |                                  |

Die Kochelseebahn ist eine 35,47 Kilometer lange, eingleisige und durchgehend elektrifizierte Eisenbahnstrecke in Oberbayern. Sie zweigt in Tutzing von der Hauptbahn München–Garmisch-Partenkirchen ab und führt über Penzberg nach Kochel am namensgebenden Kochelsee.
Der Abschnitt von Tutzing bis Bichl ist als Hauptbahn klassifiziert, der Rest als Nebenbahn. Die Strecke wird seit 4. März 1925 elektrisch betrieben.

## Geschichte

### Streckenplanung und Bau

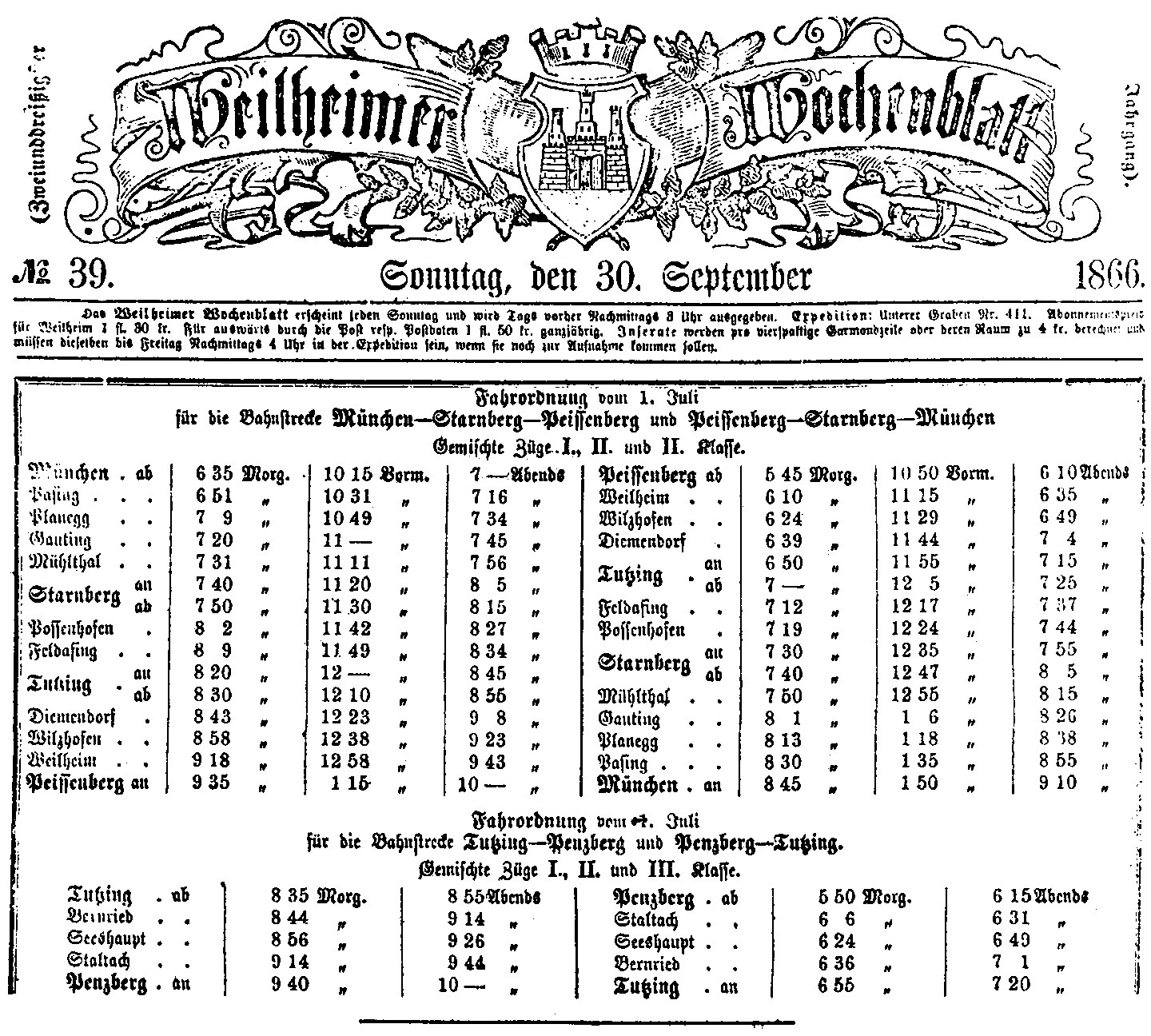
Fahrordnung für die Bahnstrecken München–Starnberg–Peißenberg und Tutzing–Penzberg vom 1. Juli 1866

Bis 1898 war der erste Penzberger Bahnhof Endstation der Bahnlinie Tutzing–Penzberg, dann wurde der Personenverkehr zum neuen Personenbahnhof an der Philippstraße verlegt und der alte Bahnhof diente bis 1989 als Güterbahnhof

Auf Initiative der Städte Weilheim und Penzberg wurde im Mai 1863 zwischen den Königlich Bayerischen Staats-Eisenbahnen (K.Bay.Sts.B.) und der Stadt Weilheim ein Vertrag über den Bau der Pachtbahn Starnberg–Tutzing–Penzberg zum Abtransport der im Penzberger Kohlenbergwerks geförderten Pechkohle  geschlossen. Am 16. Oktober 1865 wurde die Bahnstrecke von Tutzing nach Penzberg eröffnet. Durch die verbesserte Verkehrsanbindung stieg die jährliche Fördermenge innerhalb von zehn Jahren dessen von rund 13.000 t auf über 50.000 t. Täglich wurde mindestens ein Kohlenzug abgefertigt. Die Bahnhofsanlage umfasste anfangs fünf, später zehn Gleise.
Schon in den 1870er Jahren wurden von Kochler Industriellen eine Bahnverbindung nach Kochel angestrebt, eine Idee, die bei den königlich bayerischen Staatsbahnen wenig Anklang fand. Erst 1891 gründete sich das Eisenbahncomité München–Kochel, das sich mit der privaten Lokalbahn Aktien-Gesellschaft (LAG) in Verbindung setze, die schon die Bahnstrecke München–Wolfratshausen betrieb. Das von der LAG gestellte Gesuch einer entsprechenden Projektierung wurde jedoch abgelehnt, da man eine zu starke Konkurrenz zur parallel verlaufenden Staatsbahn München–Penzberg befürchtete. Stattdessen entwickelte man den Plan, die Staatsbahn von Penzberg bis nach Kochel zu bauen und der LAG die Verlängerung von Wolfratshausen nach Bichl zu genehmigen.
Am 23. November 1896 begannen die Bauarbeiten. Ursprünglich sollte die Strecke an den bestehenden Bahnhof Penzberg angeschlossen werden. Die Ausfahrt nach Kochel sollte über eine Spitzkehre erfolgen mit dem Nachteil, dass die Züge hätten wenden müssen. Ebenso war geplant, vom bestehenden Bahnhof direkt entlang der Bichler Straße zu bauen. Während der laufenden Bauarbeiten einigte man sich darauf, westlich von Penzberg am Posten 10 eine Abzweigstelle und südwestlich davon einen neuen Bahnhof – den heutigen Personenbahnhof – zu errichten, so dass die Züge von Tutzing direkt nach Kochel und zurück fahren können. Der bisherige Bahnhof wurde daraufhin nur noch für den Güterverkehr genutzt. 
Das Verbindungsgleis zwischen dem bisherigen Bahnhof, der 1898 in Penzberg Gbf umbenannt wurde, und dem neuen Personenbahnhof wurde dennoch gebaut und diente ausschließlich dem Güterverkehr – so entstand in Penzberg ein Gleisdreieck. 
Der neue Bahnhof Neu-Penzberg bestand zunächst nur aus einer Holzbaracke.

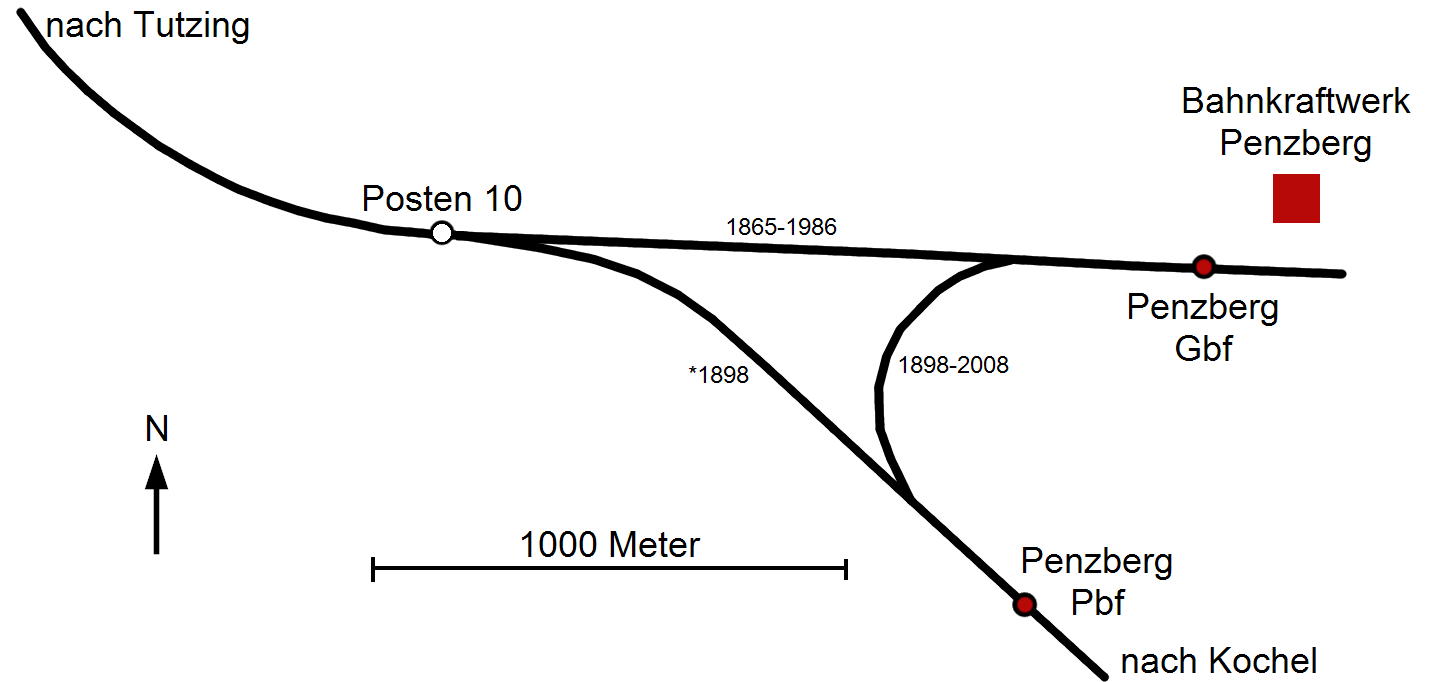
Schematischer Lageplan der Penzberger Bahnanlagen

Die LAG hatte bereits am 25. August 1896 mit dem Bau der Verlängerung nach Bichl begonnen, die jedoch aufgrund einer Auflage erst nach Inbetriebnahme der Staatsbahn nach Kochel fertiggestellt werden durfte. So wurde am 23. Mai 1898 gleichzeitig die Bahnstrecke von Penzberg über Bichl nach Kochel und die Bahnstrecke von Wolfratshausen nach Bichl in Betrieb genommen. Die Baukosten beliefen sich auf rund 1,26 Millionen Mark, wovon die Anliegergemeinden rund 82.000 Mark aufbrachten.

### Erste Betriebsjahre und Elektrifizierung

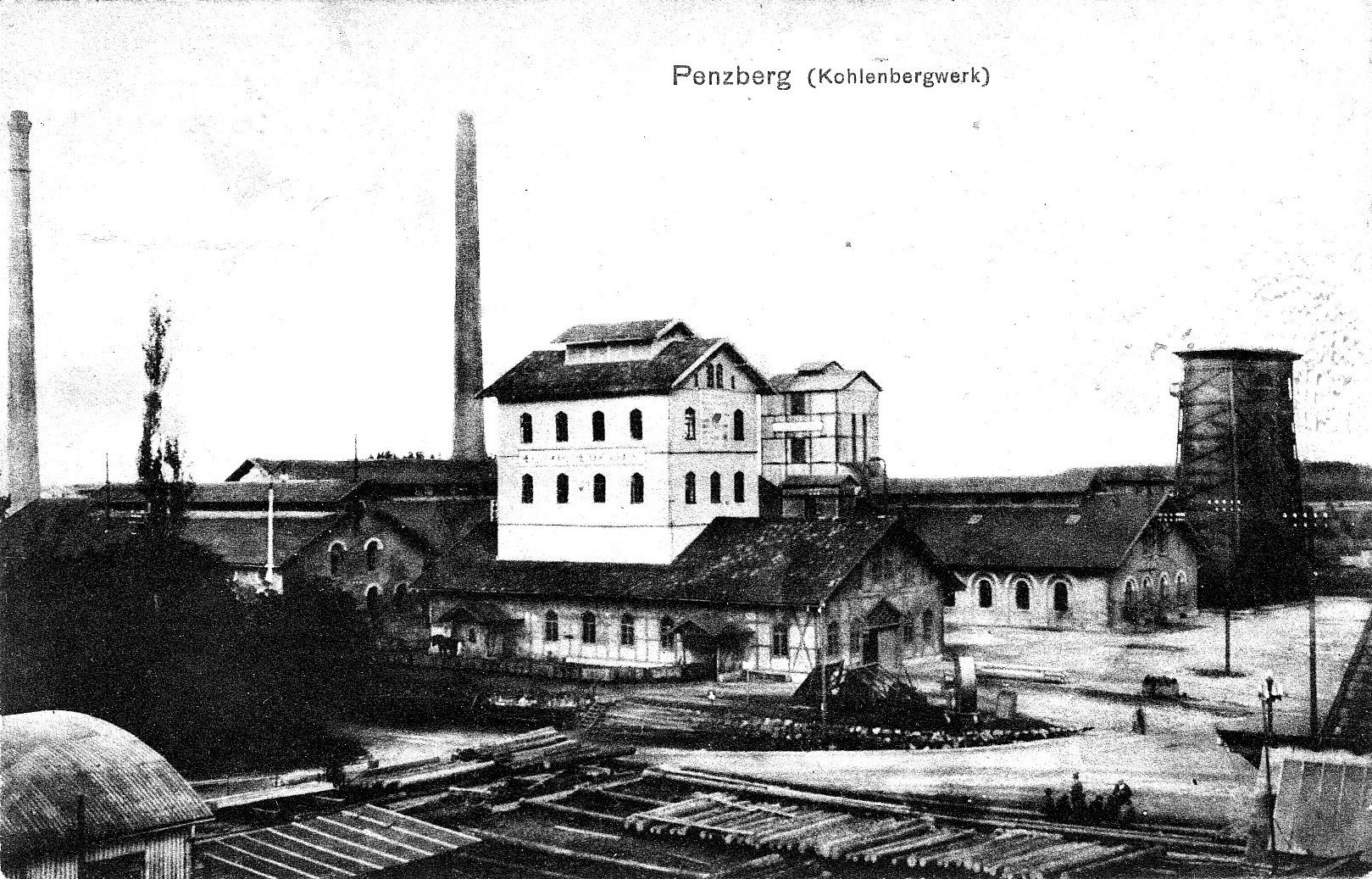
Bergwerk Penzberg (1908)

1908 wurde der neue Penzberger Bahnhof Neu-Penzberg in Penzberg Pbf umbenannt.
Um den Transport der in Großweil geförderten Braunkohle zu verbessern, wurde 1918 eine 6,5 Kilometer lange Materialseilbahn von Großweil nach Kochel in Betrieb genommen, in Kochel  ein Anschlussgleis mit Verladeanlage errichtet. Die Grube wurde 1921 von der Bayerischen Braunkohle Aktiengesellschaft übernommen. Im Jahr 1922 wurde eine Fördermenge von 52.411 Tonnen erreicht. Bereits 1938 wurden die Seilbahn und die Verladeanlage wieder abgerissen. Die Betonfundamente der Seilbahnstützen von Großweil nach Kochel sind im Moos heute noch vorhanden. Am Ortsausgang Richtung Murnau steht noch ein Schutzbogen, der die Straße überbrückt.

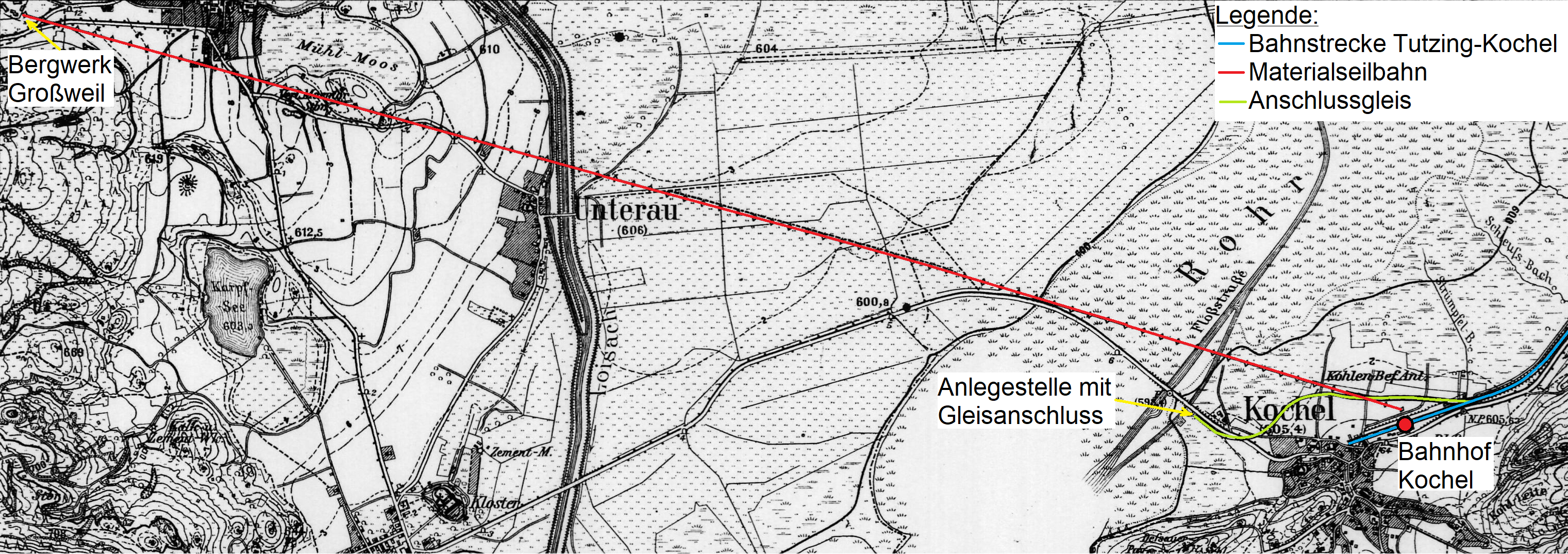
Verlauf der Materialseilbahn vom Bergwerk Großweil zum Bahnhof Kochel (rot), sowie das Anschlussgleis zur Anlegestelle am Kochelsee (grün)

Für die Materialtransporte zum Bau des Walchenseekraftwerks (1918 bis 1924) wurde das Anschlussgleis der Verladeanlage in Kochel bis zum Auslauf der Loisach aus dem Kochelsee verlängert. Dort wurde eine Anlegestelle errichtet, an der die Eisenbahnwagen auf ein Pontonboot verladen und über den Kochelsee zur Baustelle transportiert werden konnten. Dort befand sich eine weitere Anlegestelle mit einem Gleis, auf dem die Güterwagen mit einer Spillanlage verschoben werden konnten.
Am 1. April 1920 wurden aus den Königlich-Bayerischen Staatseisenbahnen und den anderen deutschen Länderbahnen die Deutschen Reichseisenbahnen, die dann 1924 in der Deutschen Reichsbahn-Gesellschaft aufgingen. Das Verkehrsaufkommen, das während des Ersten Weltkriegs und in den 1920er-Jahren stark zurückgegangen war, stieg in den 1930er Jahren wieder an.
Anfang November 1922 begann die Elektrifizierung der gesamten Strecke einschließlich des Abzweigs nach Penzberg Gbf, die am 4. März 1925 abgeschlossen wurde. Die Arbeiten wurden von der AEG ausgeführt. Vom Unterwerk Murnau wurde direkt zum Bahnhof Penzberg eine 15 kV-Bahnspeiseleitung errichtet, aus welcher die Strecke gespeist wird. 1924 wurde die Holzbaracke des Bahnhof Penzberg Pbf durch einen Neubau ersetzt.
1938 wurde die LAG verstaatlicht, wodurch der Betrieb zwischen Wolfratshausen und Bichl auf die Deutsche Reichsbahn überging.
Der Sommerfahrplan 1939 verzeichnete sechs Personenzugpaare im Durchlauf von München Hbf nach Kochel, sonntags kam ein siebtes hinzu. Sie benötigten für die 35 Kilometer lange Strecke von Tutzing nach Kochel knapp eine Stunde, die Gesamtfahrzeit von München nach Kochel betrug etwa einer Stunde und 40 Minuten.
Nördlich des Penzberger Güterbahnhofs wurde 1942 mit dem Bau eines Bahnkraftwerkes mit Gleisanschluss begonnen, die Bauarbeiten wurden jedoch wegen des Zweiten Weltkriegs zwischen 1944 und 1947 unterbrochen. Mit der zunehmenden Zerstörung Münchens wurden täglich zwei bis drei Güterzüge aus dem Munitionslager in Geretsried über die Isartalbahn und die Kochelseebahn nach Tutzing umgeleitet. Dazu mussten die Züge in Bichl Kopf machen. Am 25. Februar 1945 zerstörte ein gezielter Luftangriff große Teile des Bahnhofs Bichl und forderte 22 Todesopfer. Alle anderen Bahnhofsgebäude auf dieser Strecke überstanden den Krieg und sind heute in einem teilweise baulichen veränderten Zustand erhalten. Der Gläserne Zug wurde von München nach Bichl gefahren und im Lokschuppen eingemauert und überstand den Krieg. Nach Kriegsende wurde der Zug wieder zurück nach München gebracht. 1947 wurde in Penzberg die Sindelsdorfer Straße zweigeteilt. Der Straßenteil vom Bahnhof stadteinwärts wurde in Bahnhofstraße umbenannt, der Straßenteil vom Bahnhof stadtauswärts behielt den Namen Sindelsdorfer Straße.

### Niedergang in der Bundesbahnzeit
Mit der Gründung der Deutschen Bundesbahn als Nachfolgerin der Deutschen Reichsbahn für das Gebiet der Bundesrepublik Deutschland am 7. September 1949 übernahm diese den Betrieb der Kochelseebahn. Das Bahnkraftwerk Penzberg konnte nach der kriegsbedingten Unterbrechung der Bauarbeiten am 30. Januar 1951 in Betrieb genommen werden. Ab 1954 wurden der Penzberger Personenbahnhof und der Güterbahnhof eine gemeinsame Dienststelle. Das Penzberger Bergwerk wurde modernisiert und die eigene Schmalspurbahn wurde ab 1956 auf eine elektrische Normalspurbahn umgestellt. Mit einem Verbindungsgleis wurde die bergwerkseigene Bahnverbindung Sortierung-Nonnenwald an den Güterbahnhof angeschlossen. Die neue Normalspurbahn sollte nicht nur die Transportkapazität steigern, sondern auch die spätere Möglichkeit Personen zu transportieren, spielte bei der Planung eine Rolle. Das Bergwerk hatte eine eigene Lokomotive und Wagen. Letztendlich wurde bis zur Schließung des Bergwerks 1966 nur Kohle und Material transportiert. Danach wurde die Strecke abgebaut. In einem Waldstück befinden sich Oberleitungsmasten von der ehemaligen Bahnstrecke und ein Teilstück davon in Nonnenwald ist heute ein Weg. Am 3. Juni 1956 wurde die 3. Klasse bei der DB und damit auch in den Zügen der Kochelseebahn abgeschafft.
Aufgrund des geringen Fahrgastaufkommens zwischen Wolfratshausen und Bichl beschloss die Deutsche Bundesbahn Anfang 1958 die Stilllegung des Streckenabschnittes Beuerberg–Bichl. Mit Beginn des Sommerfahrplans am 31. Mai 1959 wurde der Abschnitt für den Personen- und den Güterverkehr stillgelegt und bereits im Dezember desselben Jahres abgebaut. Mitte der 1960er Jahre erwog die DB auch die Stilllegung des Streckenabschnitts Bichl–Kochel. Aufgrund von Einwänden der Anliegergemeinden und des Landkreises Bad-Tölz wurde die Stilllegung zunächst nicht umgesetzt.
1976/77 wurden die Haltepunkte Schönmühl, Ried und Ort aufgelassen. In den 1970er und 1980er Jahren erwog die Deutsche Bundesbahn mehrfach öffentlich deren Stilllegung, die jedoch auf Initiative des Freistaates Bayern nicht genehmigt wurde.
Bis zur Einstellung der Kohleförderung in Penzberg am 30. September 1966 wurde das Kraftwerk nahezu ausschließlich mit lokaler Kohle betrieben, danach bis zur Stilllegung des Kraftwerks am 30. April 1971 mit Kohle aus restlichen Haldenbeständen und später aus Peißenberg, aus dem Saarland und dem Ruhrgebiet beliefert. Mit dem Wegfall des Kohlebergbaus und des Kraftwerks nahm auch die Bedeutung des Penzberger Güterbahnhofs ab. 1976 wurde die örtliche Güterabfertigung eingestellt und 1977 wurde das Bahnhofsgebäude des Güterbahnhof abgerissen. 1986 wurde die Oberleitung am ehemaligen Güterbahnhof abgebaut und die Verbindung von der Abzweigstelle Posten 10 bis zum ehemaligen Güterbahnhof stillgelegt. Die Gleisanlagen des ehemaligen Güterbahnhofs dienten zuletzt als Abstellanlage für ausgemusterte Lokomotiven und Wagen. 1989 wurde das Gelände des ehemaligen Güterbahnhofs von der Stadt Penzberg erworben. Auf dem ehemaligen Bahndamm zwischen Posten 10 und dem ehemaligen Güterbahnhof wurde ein Geh- und Radweg angelegt. Die ehemalige Bahnbrücke auf dem Geh- und Radweg ist heute noch vorhanden. Die Gleise wurden abgebaut, die Bahnübergänge am Posten 10 und an der Karlstraße / Seeshaupter Straße wurden umgebaut. Ein Anschlussgleis mit Ausweichstelle vom Bahnhof zum ehemaligen Kraftwerk blieb bis 2008 erhalten. Heute befindet sich auf diesen Gelände ein Gewerbegebiet. An der Straße „Am Schloßbichl“ ist der alte Bahndamm teilweise mit Schotter vorhanden und zugewachsen. Ein altes Warnschild und die Straßen „Am Alten Bahnhof“ und „Am Alten Kraftwerk“ erinnern im Gewerbegebiet Grube an den ersten Penzberger Bahnhof und an das Bahnkraftwerk.

### Aufschwung ab 1994
Am 1. Januar 1994 übernahm die Deutsche Bahn AG (DB AG) als Nachfolgerin der Deutschen Bundesbahn und der Deutschen Reichsbahn die Kochelseebahn. Im Jahr 1994 führte die Deutsche Bahn den Werdenfels-Takt auf der Strecke ein und verbesserte das Zugangebot auf der Kochelseebahn durch die Einführung des Stundentakts wieder deutlich. Durch das neue Verkehrsangebot konnten die Fahrgastzahlen wieder auf ein ansehnliches Niveau gesteigert und der Bestand der Strecke gesichert werden.

Der nach dem Ende der Kohletransporte verbliebene Güterverkehr wurde dagegen in den 1990er Jahren weitgehend eingestellt. Auf der gesamten Strecke der Kochelseebahn sind heute keine Anlagen für den Güterverkehr vorhanden, sie wurden in fast allen Bahnhöfen abgebaut. Bis Anfang 2008 wurde noch sporadisch ein Recyclingbetrieb für Schienenfahrzeugen und Schrott auf dem Gelände des ehemaligen Bahnkraftwerks Penzberg beliefert, ehe dessen Anschlussgleis im Mai 2008 abgebaut wurde. Im August 2008 wurden schließlich der alte Bahnübergang (Karlstraße / Seeshaupter Straße) und das alte nicht mehr betriebsfähige Schutzsignal abgebaut. Ein nicht elektrifiziertes Teilstück vom ehemaligen Anschlussgleises am Penzberger Bahnhof dient heute als Ausweichstelle und Abstellgleis für Bahndienstfahrzeuge. Der Schotter des ehemaligen Anschlussgleises auf der ehemaligen Trasse ist derzeit noch vorhanden und zugewachsen.

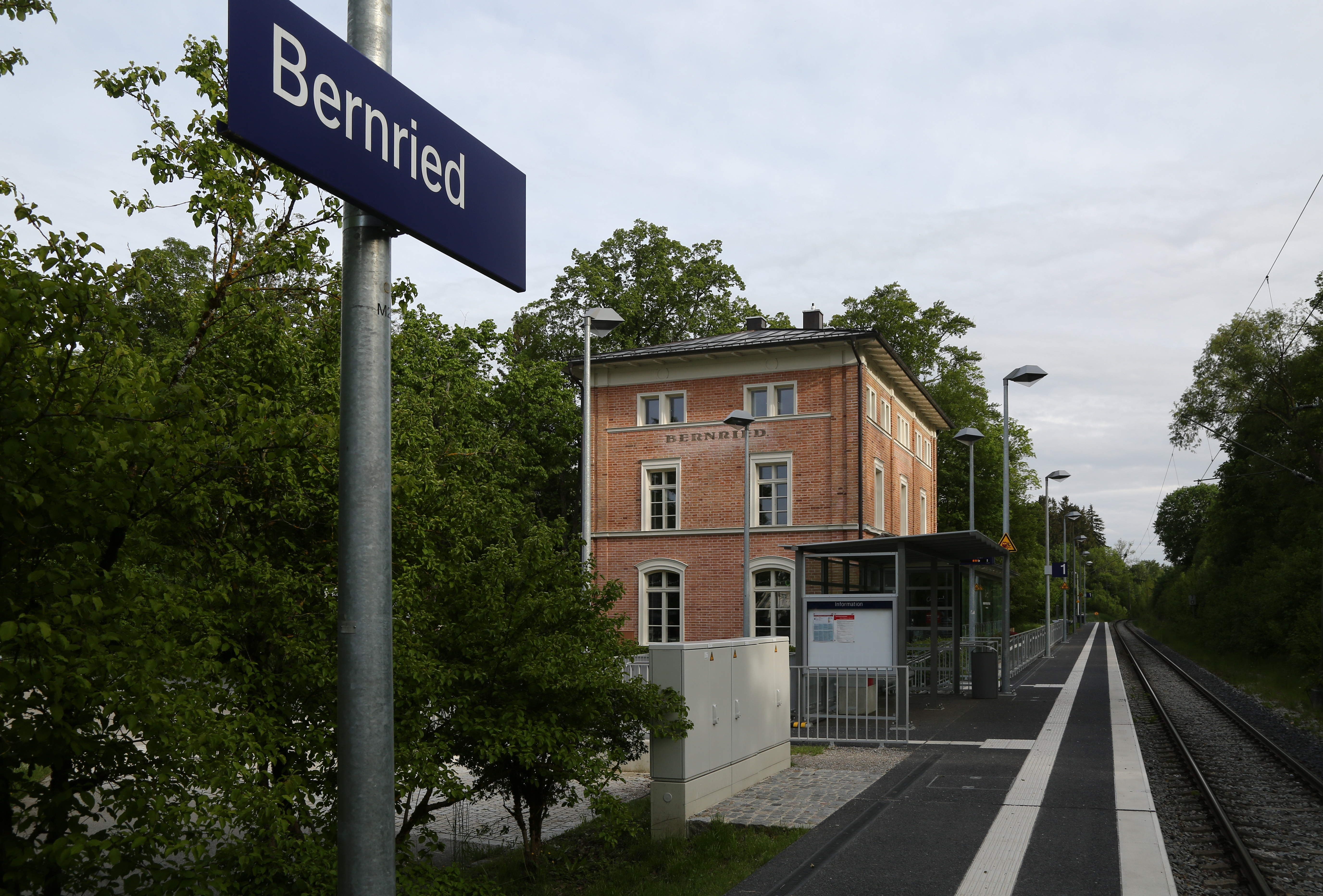
Der Haltepunkt Bernried erhielt 2018 einen neuen, barrierefreien Bahnsteig mit einer Systemhöhe von 760 mm über Schienenoberkante (2020)

Mit dem Fahrplanwechsel im Dezember 2002 wurde der Haltepunkt Staltach in Iffeldorf umbenannt. Dies war ein Anliegen der Gemeinde Iffeldorf.
2009/2010 wurden alle Bahnhofsgebäude auf dieser Strecke verkauft.
Wegen eines Brückenschadens war die Strecke ab Bichl ab Mai 2010 für lokomotivbespannte Züge gesperrt. Nach der Erneuerung mehrerer Brücken im Sommer 2017 gilt auf diesem Abschnitt nun eine Achslastbeschränkung auf 18 Tonnen Achslast.
Im Jahr 2013 wurden alle Bahnhöfe der Kochelseebahn mit Ausnahme von Bernried barrierefrei ausgebaut, um mit der Inbetriebnahme am 15. Dezember 2013 der Werdenfelsbahn mit neuen, niederflurigen Fahrzeugen einen barrierefreien Einstieg in die Züge zu ermöglichen. Im Bahnhof Tutzing wurde der Bahnsteig für die S-Bahn erhöht und der Bahnhof so umgebaut, dass die Züge geflügelt werden können. Dies war für den neuen, seit Dezember 2013 geltenden Werdenfels-Takt erforderlich. Außerdem wurde die Strecke durch den Einbau einer Weichenverbindung zwischen der Bahnstrecke nach Garmisch-Partenkirchen und der Kochelseebahn zwischen Tutzing und Unterzeismering zweigleisig ausgebaut.
Zum 15. Dezember 2013 hat die Bayerische Eisenbahngesellschaft (BEG) den Schienenpersonennahverkehr auf der Strecke als Teil des Werdenfels-Netzes für weitere zwölf Jahre an DB Regio vergeben.
Der Haltepunkt Bernried erhielt schließlich im August 2018 einen neuen Bahnsteig. Seit November 2018 werden die Bahnhöfe der Kochelseebahn über einen separaten Bedienplatz von Weilheim aus ferngesteuert.
Im Fahrplanjahr 2020 verkehrten die Regionalbahnzüge auf der Relation München Hbf–Kochel täglich im Stundentakt. Die Züge kreuzten in Bichl kurz vor der vollen Stunde zur üblichen Symmetrieminute. Im Berufsverkehr an Werktagen verdichteten zusätzliche Züge zwischen Tutzing und Penzberg dieses Angebot zu einem Halbstundentakt. Diese Züge kreuzen in Seeshaupt zur Minute 13/43. Seit Dezember 2020 werden die Zugverbindungen auf dieser Strecke als Linie RB66 bezeichnet.
Von 21. März bis 10. Dezember 2023 erneuerte die Deutsche Bahn die komplette Oberleitungsanlage einschließlich Fahrdraht der 35,4 kilometerlangen Strecke. Die alte Oberleitung stammt größtenteils noch aus der Zeit von 1923–1927. Dazu wurde die Strecke abschnittsweise gesperrt und ein Schienenersatzverkehr eingerichtet. Es gab zwei Projektabschnitte: Tutzing-Penzberg mit Fertigstellung August 2023 und Penzberg-Kochel mit Fertigstellung Dezember 2023. Entlang der Strecke wurden dazu 578 neue Oberleitungsmasten gesetzt. Diese Arbeiten wurden von den Unternehmen Europten Deutschland GmbH aus Berlin durchgeführt.
Ab Dezember 2023 wurde der Tarifbereich des MVV München um die Bahnstrecke von Tutzing nach Kochel erweitert und die DB Regio hat im Vergabeverfahren Werdenfels den Zuschlag dieser Strecke bekommen.
Ein Gutachten im Rahmen des Projektes „Bahnausbau Region München“ empfahl im Juli 2024 die Eingliederung der gesamten Bahnstrecke in das geplante Regional-S-Bahn-Netz.

## Streckenbeschreibung

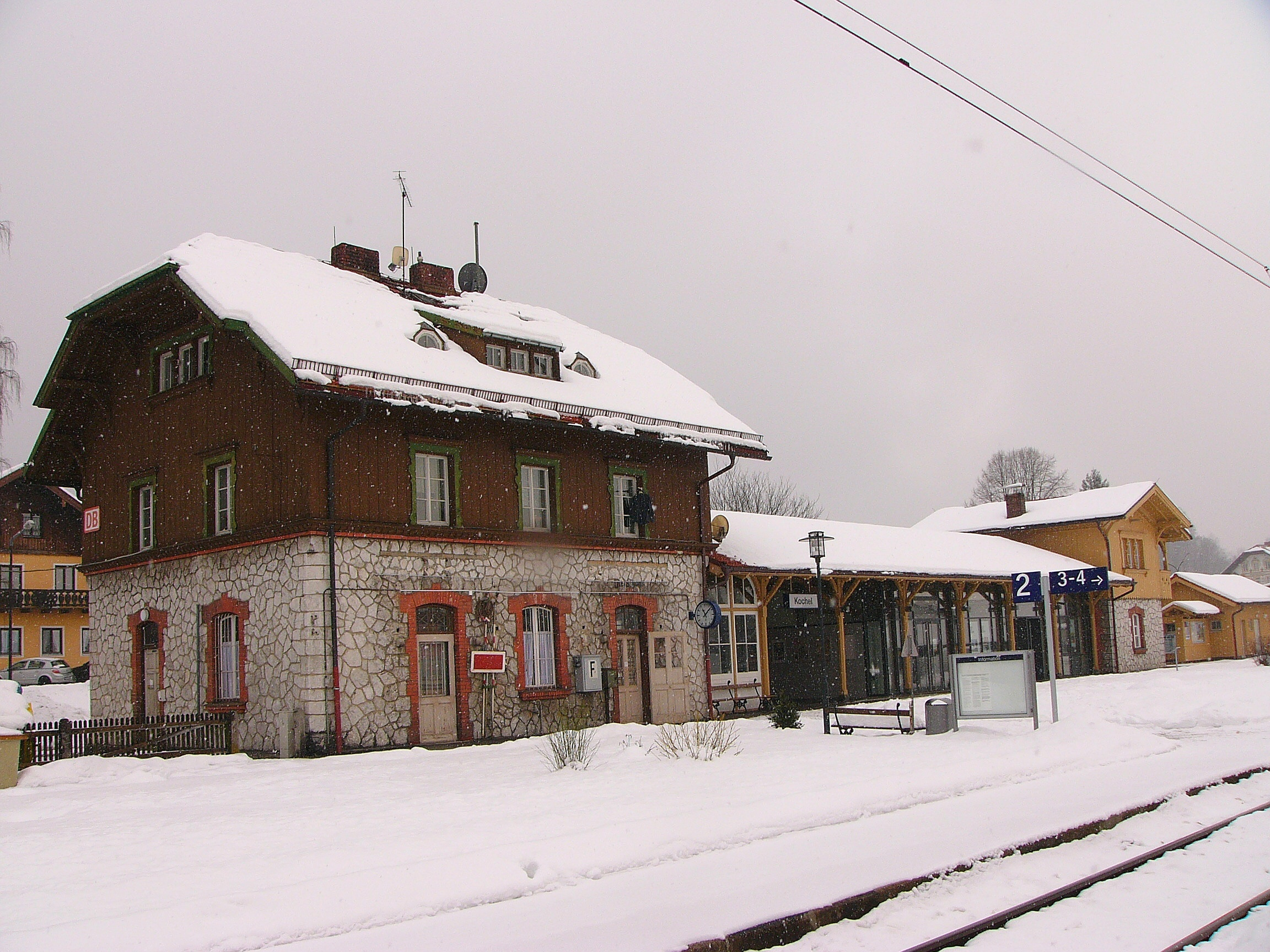
Bahnhof Kochel (2013)

### Verlauf
Die Strecke beginnt westlich des Starnberger Sees am Bahnhof Tutzing und verläuft zunächst parallel zur Strecke nach Garmisch-Partenkirchen. Nach etwa 2,5 km schwenkt diese Strecke am 2013 in Betrieb genommenen umgebauten Abzweig Unterzeismering nach Westen ab, während die Strecke nach Kochel dem Ufer des Sees folgt. Zwischen Seeshaupt und Iffeldorf führt die Strecke entlang der Osterseen. Nach Iffeldorf unterquert die Strecke die Autobahn A95 Richtung Osten nach Penzberg. Westlich von Penzberg an der ehemaligen Abzweigung zum Güterbahnhof (Posten 10) führt die Strecke dann südöstlich durch Penzberg und überquert die Loisach nach dem ehemaligen Haltepunkt Schönmühl. Nachdem die Linie bis Bichl in südöstliche Richtung geführt hatte, ändert sie dort die Richtung und führt nach Süden. Außerdem führt die Strecke nun an den Bayerischen Voralpen mit der Benediktenwand entlang. Westlich der Kochelseebahn befindet sich nun die Loisach und die Loisach-Kochelsee-Moore. In Benediktbeuern führt die Bahnlinie direkt am dortigen Kloster vorbei. Anschließend an die ehemalige Haltepunkte Ried und Ort. Nach 35 km erreicht die Strecke in Kochel ihren Endbahnhof.

### Sicherungstechnik
An den Bahnhöfen Seeshaupt und Bichl waren bis 2018 noch mechanische Stellwerke und Formsignale vorhanden. Die Fahrdienstleiter stellten die Weichen und Formsignale per Handhebel und Seilzug. Während das Stellwerk Bichl im Jahr 1953 in der Einheitsbauart errichtet wurde, stand in Seeshaupt seit 1903 ein mechanisches Stellwerk der Bauart Krauss mit Kurbelwerk. In Staltach gab es zwischen 1903 und 1974 auch ein mechanisches Stellwerk der Bauart Krauss. In Penzberg wurde 1931 ein mechanisches Stellwerk, Bauart Krauss, errichtet, welches 1962 durch ein Relaisstellwerk Bauart Siemens Dr S2 ersetzt wurde. In Kochel sicherte ein elektromechanisches Stellwerk der Bauart E43/50 mit Farbscheibenüberwachung und Lichtsignalen den Betrieb. 2017/2018 wurde die Strecke auf ein modernes elektronisches Stellwerk (ESTW-R), Bauart ZSB 2000 von Scheidt & Bachmann, umgerüstet, welches im November 2018 in Betrieb genommen wurde. Das ESTW-R steuert die Bahnhöfe Seeshaupt, Penzberg, Bichl und Kochel von Weilheim aus.

## Fahrzeugeinsatz

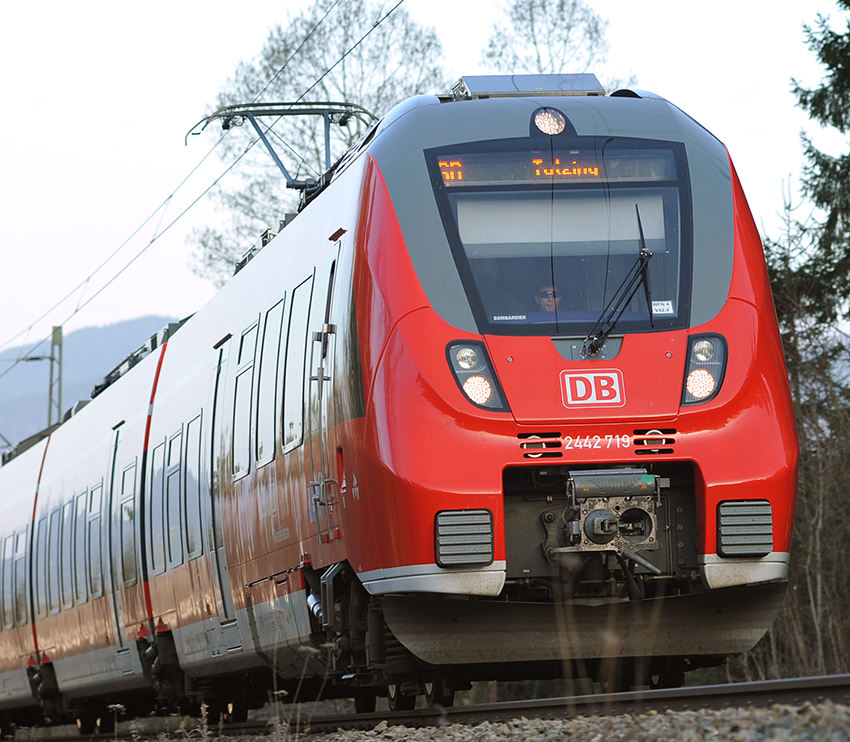
Baureihe 442 (Bombardier Talent 2) zwischen Penzberg und Seeshaupt

Seit der Elektrifizierung kamen folgende Lokomotivtypen zum Einsatz: E 10, E 18, E 32, E 40, E 41, E 44, E 52, E 60, E 75. Im Sommerfahrplan zu Anfangszeiten kamen Triebwagen der Baureihe ET 85 zum Einsatz. Sie dienten zu Gesellschaftsfahrten zum Besuch des Walchenseekraftwerk.
In den 1950ern Jahren kamen in den Sommermonaten Triebwagen der Baureihe ET 30 zum Einsatz. Sie fuhren von München Hbf über Tutzing nach Kochel am See.
In den 1980er Jahren kamen vorübergehend die DB-Baureihe 111 in S-Bahn-Farben reinorange/kieselgrau mit Pop-Lackierung zum Einsatz und sind mit einer speziellen Wendezugsteuerung ausgestattet. Auf der Strecke wurden regelmäßig touristische Sonderfahrten mit dem „Gläsernen Zug“ angeboten.
Im Sommer 1997 wurden an Wochenenden Dampf-Nostalgiefahrten mit der Baureihe 44 auf der Strecke angeboten, im Sommer 1998 nur noch sonntags. Am 26. Juli 1998 wurde das 100-jährige Bestehen der Bahnstrecke mit einem Dampfzug gefeiert. Nostalgiefahrten finden heute selten statt.
Bis Dezember 2002 wurden die Wendezüge mit einer elektrischen Lokomotive der DB-Baureihe 111 in ozeanblau-beige, zuletzt in verkehrsrot mit n-Wagen gefahren. Danach verkehrten elektrische Triebwagen der Baureihen 425 und 426. Wendezüge fuhren nur noch zeitweise.
Seit Dezember 2013 kommen Triebwagen der Baureihe 442 (Bombardier Talent 2) zum Einsatz.